# 13647 Rey
13647 Rey este un asteroid din centura principală de asteroizi.

## Descriere
13647 Rey este un asteroid din centura principală de asteroizi. A fost descoperit pe 20 aprilie 1996 la Observatorul La Silla de Eric Walter Elst. El prezintă o orbită caracterizată de o semiaxă mare de 3,19 ua, o excentricitate de 0,17 și o înclinație de 4,6° în raport cu ecliptica.